# Magnus Hirschfeld
Magnus Hirschfeld (Kolberg, 14 de maio de 1868 – Nice, 14 de maio de 1935) foi um médico, sexólogo e defensor dos direitos LGBTQ alemão, cuja cidadania foi posteriormente revogada pelo governo nazista. 
Hirschfeld tinha formação em filosofia, filologia e medicina. Um defensor declarado das minorias sexuais, Hirschfeld fundou o Comitê Científico-Humanitário e a Liga Mundial pela Reforma Sexual. Estabeleceu sua prática em Berlim-Charlottenburg durante o período da República de Weimar. O professor de Estudos de Performance e Retórica Dustin Goltz caracterizou o comitê como tendo realizado "a primeira defesa dos direitos de homossexuais e pessoas transgênero".
Hirschfeld é considerado um dos sexólogos mais influentes do século XX. Foi alvo de ataques de primeiros fascistas e, mais tarde, dos nazistas por ser judeu e gay. Em 1920, foi agredido por ativistas völkisch, e, em 1933, seu Institut für Sexualwissenschaft foi saqueado e seus livros queimados pelos nazistas. Hirschfeld foi forçado ao exílio na França, onde morreu em 1935.

## Biografia
Hirschfeld nasceu em Kolberg, na Pomerânia (desde 1945 Kołobrzeg, na Polônia), em uma família judia asquenazita, sendo filho do respeitado médico e Oficial Médico Sênior Hermann Hirschfeld. Na juventude, frequentou a Kolberg Cathedral School, que na época era uma escola protestante. Entre 1887 e 1888, estudou filosofia e filologia em Breslau e, de 1888 a 1892, medicina em Estrasburgo, Munique, Heidelberg e Berlim. Em 1892, obteve seu diploma em medicina.
Após concluir seus estudos, Hirschfeld viajou pelos Estados Unidos por oito meses, visitando a Exposição Mundial de Chicago e vivendo do dinheiro que ganhava escrevendo para jornais alemães. Durante sua estadia em Chicago, envolveu-se com a subcultura homossexual da cidade. Impressionado com as semelhanças essenciais entre as subculturas homossexuais de Chicago e Berlim, Hirschfeld começou a desenvolver sua teoria sobre a universalidade da homossexualidade no mundo, pesquisando em livros e artigos de jornais sobre a existência de subculturas gays em lugares como Rio de Janeiro, Tânger e Tóquio. Ele então iniciou uma prática naturopática em Magdeburg; em 1896, transferiu sua prática para Berlim-Charlottenburg. Hirschfeld interessou-se pelos direitos dos gays porque muitos de seus pacientes homossexuais tiraram a própria vida.
No idioma alemão, a palavra para suicídio é Selbstmord ('autoassassinato'), que carrega conotações mais condenatórias e julgadoras do que seu equivalente em inglês, tornando o tema do suicídio um tabu na Alemanha do século XIX. Em particular, Hirschfeld citou a história de um de seus pacientes como razão para seu ativismo pelos direitos dos gays: um jovem oficial do exército que sofria de depressão e se matou em 1896, deixando um bilhete de suicídio no qual dizia que, apesar de seus maiores esforços, não conseguia superar seus desejos por outros homens e, por isso, havia encerrado sua vida devido à culpa e à vergonha.
No bilhete, o oficial escreveu que não tinha "forças" para contar "a verdade" a seus pais e falou sobre sua vergonha de "aquilo que quase estrangulou meu coração". O oficial sequer conseguiu usar a palavra "homossexualidade", referindo-se a ela apenas como "aquilo" em sua nota. Entretanto, mencionou ao final: "O pensamento de que você [Hirschfeld] pode contribuir para um futuro em que a pátria alemã nos tratará de forma mais justa adoça a hora de minha morte".
Hirschfeld havia tratado o oficial por depressão entre 1895 e 1896, e o uso do termo "nós" levou a especulações sobre a existência de um relacionamento entre os dois. Contudo, o uso de Sie, o pronome formal em alemão para "você", em vez do informal Du, sugere que a relação entre Hirschfeld e seu paciente era estritamente profissional. Hirschfeld também foi profundamente impactado pelo julgamento de Oscar Wilde, ao qual frequentemente se referia em seus escritos. Ficou impressionado com o número de pacientes gays que possuíam Suizidalnarben ('cicatrizes deixadas por tentativas de suicídio') e frequentemente se via tentando dar a seus pacientes uma razão para viver.
Magnus Hirschfeld nasceu numa família de judeus na cidade prussiana de Kolberg (actualmente chamada de Kołobrzeg e situada na Polónia). Estudou línguas em Breslau e mais tarde medicina em Estrasburgo, Munique, Heidelberg e Berlim, tendo concluído nesta última cidade o seu curso em 1892. Ainda durante a sua juventude viveu durante algum tempo em Paris e trabalhou como jornalista.
Depois de trabalhar como médico durante alguns anos em Magdeburg, publica em 1896 um panfleto intitulado Sappho und Sokrates oder Wie erklärt sich die Liebe der Männer und Frauen zu Personen des eigenen Geschlechts? (Safo e Sócrates ou como explicar o amor de homens e mulheres por pessoas do seu mesmo sexo?), sob o pseudónimo "Th. Ramien".
Em 1897 fundou junto com Eduard Oberg, Max Spohr e Franz Josef von Bülow, o Wissenschaftlich-humanitäres Komitee ("Comité Científico-Humanitário") cujo objectivo era defender os direitos dos homossexuais e revogar o Parágrafo 175 da lei alemã, que penalizava as relações homossexuais. O slogan do comité, "Justiça através da ciência", reflectia a crença de Hirschfeld que o conhecimento científico sobre a sexualidade eliminaria a hostilidade face aos homossexuais. O Comité lançou uma petição na qual se apelava à revogação da lei, que juntou mais de 5000 assinaturas de proeminentes alemães como, por exemplo, Albert Einstein, Hermann Hesse, Käthe Kollwitz, Thomas Mann, Heinrich Mann, Rainer Maria Rilke, August Bebel, Max Brod, Karl Kautsky, Stefan Zweig, Gerhart Hauptmann, Martin Buber, Richard von Krafft-Ebing e Eduard Bernstein.
Em 1903, Adolf Brand e outros membros do Comité científico humanitário se afastaram para formar a "Gemeinschaft der Eigenen" ("Comunidade de Autoproprietários"). Os dois grupos colaboraram na luta contra o Parágrafo 175, mas nunca conseguiram revogar a lei.
Em 1908 Magnus Hirschfeld conheceu Sigmund Freud em Viena; pouco tempo depois, Hirschfeld tornou-se um dos membros fundadores da secção em Berlim da Sociedade Psicanalítica de Viena, da qual se demitiu em 1911 devido a ataques de C. G. Jung.
Em 1919, inserido no ambiente mais liberal da recém-fundada República de Weimar, Hirschfeld abriu o Institut für Sexualwissenschaft (Instituto para o estudo da sexualidade) em Berlim. O instituto continha uma grande biblioteca sobre sexualidade e prestava serviços educativos e consultas médicas. A instituição tinha também um Museu do sexo, que funcionava como serviço educativo visitado por alunos das escolas. Pessoas de toda a Europa visitaram o instituto movidas pelo desejo de tentar entender melhor a sua própria sexualidade. Christopher Isherwood escreveu sobre a sua visita e a de Auden no seu livro Christopher and His Kind. O instituto e a obra de Hirschfeld são descritos no documentário de Rosa von Praunheim Magnus Hirschfeld - Der Einstein des Sex (1999).

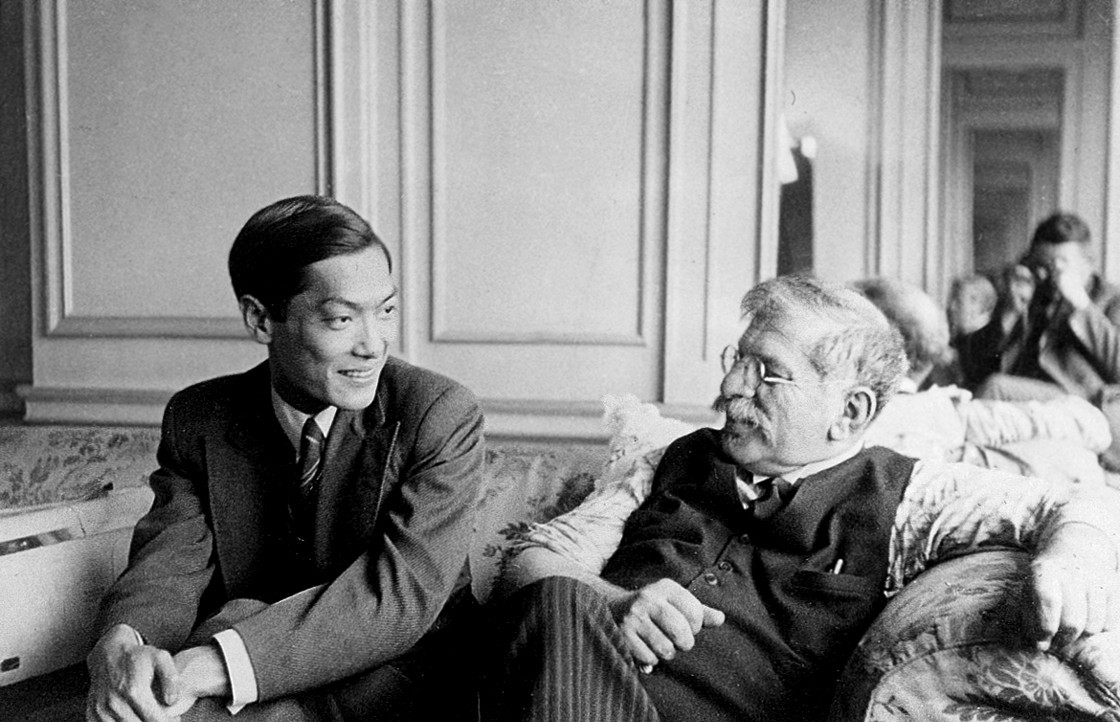
Hirschfeld e Li Shiu Tong durante a Quarta Liga Mundial para a Reforma Sexual em 1932

Em maio do mesmo ano estreou o filme Anders als die Andern, produção que é considerada como o primeiro filme que aborda a temática da homossexualidade. O filme pretendia denunciar os males provocados pelo parágrafo 175, como a chantagem. A produção cinematográfica foi banida pelas autoridades em agosto de 1920.
Em 1921 Hirshfeld organizou o "Primeiro congresso para a reforma sexual", que levou à formação da "Liga mundial para a reforma sexual" em 1928. Os congressos desta organização celebraram-se em Copenhague em 1928, em Londres em 1929, em Viena em 1930 e em Brno em 1932.
Com a ascensão ao poder dos nazis em 1933, uma das primeiras acções destes foi destruir o instituto e incendiar a sua biblioteca (6 de maio de 1933). Existem documentários produzidos na época com imagens sobre tais actos nazis de destruição, com cenas dos ataques à biblioteca de Hirschfeld. Nesta altura, Hirschfeld estava no estrangeiro, numa digressão internacional de conferências que tinha iniciado em 1930 nos Estados Unidos. Não regressou à Alemanha, tendo sido privado da sua nacionalidade alemã pelos nazis em 1934.
Magnus Hirschfeld era muito reservado em relação à sua própria orientação sexual, mas é de conhecimento público, que ele manteve pelo menos duas longas relações amorosas com homens, a primeira com Karl Giese, arquivista do instituto, e com Li Shiu Tong, um discípulo chinês, no qual estiveram juntos até o fim de sua vida.

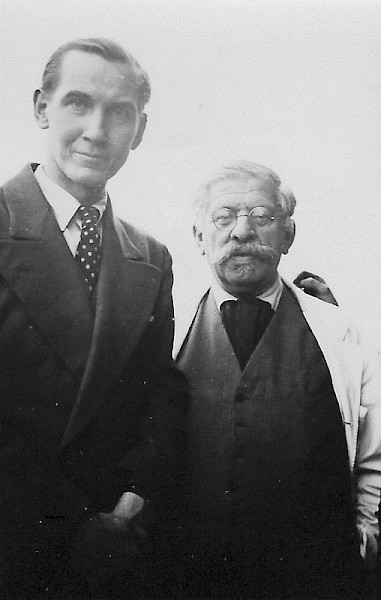
Hirschfeld com Karl Giese em 1934

## Teorias
Hirschfeld desenvolveu a teoria do terceiro sexo, segundo a qual os homossexuais estariam numa posição intermédia entre o homem heterossexual e a mulher heterossexual.
Ligada a esta teoria estava a ideia de que os seres humanos não podem ser taxativamente divididos em homem ou mulher. Em vez disso, Hirschfeld argumentou que os seres humanos possuem elementos masculinos e femininos em proporções variáveis.
No seu tratado Geschlechtsübergänge (Transições Sexuais) desenvolveu a teoria da sexualidade como algo gradativo, que resulta da combinação de quatro elementos: os órgãos sexuais, outras características sexuais do corpo, desejo sexual e características psicológicas. A sexualidade de cada pessoa resulta da combinação em diferentes graus desses elementos, sendo por isso algo de único.
Interessou-se pelo estudo de uma ampla variedade de desejos sexuais e eróticos numa época em que a taxonomia da identidade sexual estava ainda em formação. Os seus trabalhos partiram das teorias de Karl Heinrich Ulrichs e Richard von Krafft-Ebing e influenciaram os de Havelock Ellis e Edward Carpenter.

## Críticas
O legado de Hirschfeld é controverso. Apesar de ter sido bastante popular em alguns círculos, em outros foi vilipendiado.
Alguns críticos afirmam que o apoio financeiro por si recebido era oriundo de homossexuais famosos alemães que eram chantageados por Hirschfeld. Outros, partidários de teorias deconstructivistas da sexualidade, criticaram o fundo médico das suas teorias, baseadas na ideia de que a homossexualidade era hormonal, e que consideram ter aberto às portas à ideia de cura da homossexualidade.